# Dhatukatha
Dhatukatha (pāli: dhātukathā; pol.: Dyskusje na temat elementów) – jest buddyjskim tekstem, częścią Kanonu palijskiego buddyzmu therawady. Jest zawarty w Abhidhamma Pitace (pāli: abhidhammapiţaka; sans. abhidharmapiţaka).

## Tłumaczenie angielskie Dhatukathy
Discourse on Elements, tłum. U Narada, 1962, Pali Text Society [1], Bristol

## Treść Dhatukathy
Ta księga łączy idee dwóch poprzednich ksiąg Abhidhammy: Dhammasangani i Vibhanga. Sporządzona jest w formie pytań i odpowiedzi, pogrupowanych w 14 rozdziałów, w oparciu o formę tych pytań. Pierwszy rozdział zapytuje o każdą rzecz omawianą w tekście w następujący sposób: "Jak wiele skupisk, baz i elementów ta rzecz obejmuje". W dalszych rozdziałach pytania stają się bardziej skomplikowane, np. "W jak wiele skupisk itd. nie są zaangażowane dhammy, które są niezaangażowane w dhammy zaangażowane w daną rzecz?" 